# Дехканабад (Кашкадар'їнська область)
38°21′02″ пн. ш. 66°29′23″ сх. д. / 38.350555555556° пн. ш. 66.489722222222° сх. д.
Дехканабад (узб. Dehqonobod, Деҳқонобод) — міське селище в Узбекистані, в Дехканабадському районі Кашкадар'їнської області.
Населення 7,9 тис. мешканців (2004).
Статус міського селища з 1989 року. З 1926 по 1962 і з 1971 по 1980 роки Дехканабад був центром Дехканабадського району.